# Крукстон (город, Миннесота)
Крукстон (англ. Crookston) — город в округе Полк, штат Миннесота, США. На площади 12,8 км² (12,8 км² — суша, водоёмов нет), согласно переписи 2009 года, проживают 7869 человек. Плотность населения составляет 640,5 чел./км².
- Телефонный код города — 218
- Почтовый индекс — 56716
- FIPS-код города — 27-13870[1]
- GNIS-идентификатор — 0642475[2]